# Полонянка (роман)
«Полонянка» (фр. La prisonnière) — останній (п'ятий) роман з циклу «У пошуках втраченого часу» французького письменника Марселя Пруста, вийшов вже після смерті письменника. Роман вперше побачив світ у 1923 році.

## Сюжет
Роман продовжує тему любові. Головний герой глибоко аналізує свої почуття і прагне не тільки зрозуміти їх, а й подолати. На його думку, любов не приносить щастя, яке здатні дарувати людям природа і мистецтво. Пруст зображує складні людські стосунки. Марсель, засмучений пристрастю та ревнощами, ув'язнив Альбертину у своїй квартирі. Коли напад ревнощів стихає, він усвідомлює, що більше вже не кохає свою подружку, та коли ревнощі спалахують з новою силою, кохання перетворюється на страшну муку.

## З історії роману
За життя Пруста в журналі «Нувель ревю франсез» (1 листопада 1922) були надруковані два уривки з «Полонянки»: «Я дивлюся на неї сплячу» і «Мої пробудження». Героїня книги, Альбертина, в журнальному варіанті названа Жизель. Письменник підготував для цього журналу ще два уривки — «Ранок в Трокадеро» і «Смерть Бергота», але вони побачили світ вже після його смерті 1 січня 1923 року.
Окреме видання книги було підготовлено братом письменника доктором Робером Прустом і одним із співробітників «Нувель ревю франсез» Жаком Рів'єром. Вона вийшла в листопаді 1923 року.

## Особливості тексту роману
Марсель Пруст не встиг довести роботу над «Полонянкою» до здачі рукопису в набір. Крім численних підготовчих начерків в своїх робочих зошитах, він підготував рукопис книги, поцяткований текст численними поправками, доповненнями на полях і вставками на окремих листках (ці вставки бували часом вельми обширні, і письменник складав їх гармошкою і підклеював до відповідного листу зошити). Він віддав рукопис в передрук. Отримавши її початок, Пруст сильно виправив його, що зажадало новий суцільний передрук. В другий машинопис було внесено, як зазвичай у Пруста, так багато виправлень, вставок тощо, що було зроблено третій машинопис. Його письменник встиг виправити лише в деяких місцях. Тим самим робота над підготовкою остаточного тексту завершена не була, що спричинило за собою окремі суперечності у розвитку сюжету.

## Український переклад
Українською мовою роман переклав Анатоль Перепадя в 2001 році.